# Frank Churchill
Frank Churchill (Rumford, 20 ottobre 1901 – Castaic, 14 maggio 1942) è stato un compositore statunitense di colonne sonore cinematografiche.

## Biografia
All'età di 15 anni fa il pianista di cinema in una sala di periferia suonando con un pianoforte verticale. Lascia l'università di medicina della California per passare alla musica. Impegnato presso una stazione radio di Los Angeles, viene notato da Walt Disney e dal 1930 ne diventa il collaboratore musicale per la serie di cortometraggi delle Sinfonie allegre. Si fa apprezzare subito per la musica da film in I tre porcellini con la canzone Who's Afraid of the Big Bad Wolf? (Chi ha paura del lupo cattivo?) che diventa un grande successo e una sorta di inno durante il periodo della Grande depressione.
Le sue più famose composizioni restano quelle del film del 1937, Biancaneve e i sette nani, che ottenne la candidatura dell'Oscar alla migliore colonna sonora del 1938, che comprende le canzoni I'm Wishing (Io desidero o Io spero), Someday My Prince Will Come (Il mio amore un dì verrà), One Song (Non ho che un canto), Whistle While You Work (Lavora fischiettando o Impara a fischiettar) Heigh-Ho (Hi-Hi, Hi-Ho o Andiamo a lavorar), The Dwarfs' Yodel Song o The Silly Song (La tirolese dei nani o Canzone sciocca). Vinse l'Oscar alla migliore colonna sonora nel 1942, insieme a Oliver Wallace, per il film Dumbo - L'elefante volante e, contemporaneamente, venne candidato per la miglior canzone per Baby Mine dallo stesso film. Nel 1943 ricevette da morto la candidatura per la canzone Love Is a Song da Bambi, il cui film comprende la sua composizione Little April Shower, usata come accompagnamento musicale a una pioggerella nel bosco.
Muore suicida a 40 anni con un colpo di fucile nel suo ranch di Castaic a Los Angeles; rimangono incerte le ragioni del suo gesto. È sepolto nel Forest Lawn Memorial Park Cemetery di Glendale, California.

## Filmografia

### Colonna sonora
- I tre porcellini (Three Little Pigs) (Chi ha paura del lupo cattivo?) (1933)
- Ninna nanna (Lullaby Land) (1933)
- La guerra lampo dei fratelli Marx (Duck Soup) (Chi ha paura del lupo cattivo?) (1933)
- Biancaneve e i sette nani (1937)
- Seven Wise Dwarves (1941, non accreditato)
- Dumbo - L'elefante volante (1941)
- Bambi (1942)

## Premi Oscar Miglior Colonna Sonora

### Vittorie
- Dumbo - L'elefante volante (1942)

### Candidature
- Biancaneve e i sette nani (1938)
- Bambi (1943)

## Premi Oscar Miglior Canzone

### Candidature
- Dumbo - L'elefante volante (1942)
- Bambi (1943)